# Łomno (Janowo)
Łomno (deutsch Lomno) ist ein kleiner Ort in der polnischen Woiwodschaft Ermland-Masuren und gehört zur Landgemeinde Janowo im Powiat Nidzicki (Kreis Neidenburg).

## Geographische Lage
Łomno liegt 350 Meter nördlich des Orschütz-Flusses (polnisch Orzyc) – er bildete hier bis 1945 die Staatsgrenze zu Polen – in der südwestlichen Mitte der Woiwodschaft Ermland-Masuren, 19 Kilometer östlich der Kreisstadt Nidzica (deutsch Neidenburg) im Powiat Nidzicki (Kreis Neidenburg).

## Geschichte
Lomno wurde als Gutsdorf gegründet und als solches 1874 in den neu errichteten Amtsbezirk Roggen (polnisch Róg) im ostpreußischen Kreis Neidenburg übernommen.
Im Jahre 1910 zählte der Gutsbezirk Lomno 53 Einwohner.
Am 30. September 1928 schlossen sich die Gutsbezirke Camerau (1938 bis 1945 Großmuckenhausen, polnisch Komorowo), Lomno und Pentzken (1938 bis 1945 Kleinmuckenhausen, polnisch Pęczki, nicht mehr existent) zur neuen Landgemeinde Camerau (auch: Kamerau) zusammen.
Mit dem gesamten südlichen Ostpreußen wurde Lomno 1945 in Kriegsfolge an Polen überstellt und erhielt die polnische Namensform „Łomno“. Der kleine Ort ist heute in die Landgemeinde Janowo im Powiat Nidzicki integriert, bis 1998 der Woiwodschaft Olsztyn, seither der Woiwodschaft Ermland-Masuren zugehörig. Im Jahre 2011 zählte Łomno 18 Einwohner.

## Kirche
Bis 1945 war Lomno in die evangelische Kirche Muschaken in der Kirchenprovinz Ostpreußen der Kirche der Altpreußischen Union sowie in die römisch-katholische Kirche Neidenburg im Bistum Ermland eingepfarrt. Heute gehört Łomno katholischerseits zur Pfarrkirche Muszaki im Erzbistum Ermland bzw. evangelischerseits zur Kirchengemeinde in Róg, einer Filialgemeinde der Pfarrei in Nidzica in der Diözese Masuren der Evangelisch-Augsburgischen Kirche in Polen.

## Verkehr
Łomno liegt an einer Nebenstraße, die Komorowo (Camerau, 1938 bis 1945 Großmuckenhausen) mit Róg (Roggen) verbindet. Eine Anbindung an den Bahnverkehr besteht nicht.